# Cantone di Lencloître
Il Cantone di Lencloître era una divisione amministrativa dell'arrondissement di Châtellerault.
È stato soppresso a seguito della riforma complessiva dei cantoni del 2014, che è entrata in vigore con le elezioni dipartimentali del 2015.
Comprendeva i comuni di:
- Cernay
- Doussay
- Lencloître
- Orches
- Ouzilly
- Saint-Genest-d'Ambière
- Savigny-sous-Faye
- Scorbé-Clairvaux
- Sossais